# Soedan
Soedan of Sudan (uitspraak: [suˈdɑn] of [suˈdan]; Arabisch: السودان, Sūdān), officieel de Republiek Soedan (Arabisch: جمهورية السودان, Jumhūriyyat as-Sūdān, Engels: Republic of the Sudan), ook wel Noord-Soedan ter onderscheid van Zuid-Soedan, is een land in Afrika. Het grenst aan Egypte en Libië in het noorden, Tsjaad en de Centraal-Afrikaanse Republiek in het westen, Zuid-Soedan in het zuiden, Ethiopië en Eritrea in het oosten en de Rode Zee in het noordoosten. Het land is lid van de Arabische Liga.

## Naam
De naam Soedan komt van het Arabische bilād as-sudān (بلاد السودان), hetgeen landen van de zwarten betekent. Het Arabische woord voor zwart is 'aswad (أسود), meervoud sūd (سود). Het gebied kreeg zijn naam van Arabische reizigers en geografen. In 1899 vestigden Groot-Brittannië en Egypte een condominium dat zij Anglo-Egyptisch Soedan noemden; dit viel niet samen met de eigenlijke regio Soedan, maar werd er wel naar vernoemd. De benaming 'Anglo-Egyptisch' was een reactie op het in 1890 ontstane Frans-Soedan in West-Afrika. Sinds Anglo-Egyptisch Soedan in 1956 onafhankelijk werd en Frans-Soedan in 1959 ophield te bestaan, kan men met 'Soedan' zowel de Oost-Afrikaanse Republiek Soedan als de regio Soedan bedoelen. Sinds Zuid-Soedan zich in 2011 afscheidde, beperkt het staatkundige begrip zich tot het overgebleven noordelijke gedeelte van de Republiek Soedan oftewel "Noord-Soedan". Meestal onderscheidt men de regio van de staat met het lidwoord "de": in de Soedan (regio); in Soedan (staat).

## Geografie
Soedan wordt van zuid naar noord doorsneden door de rivier de Nijl, de Witte Nijl en de Blauwe Nijl. In de hoofdstad Khartoem vloeien de Witte Nijl en de Blauwe Nijl samen in de eigenlijke Nijl, die vandaar verder stroomt via Egypte naar de Middellandse Zee. In Soedan bevinden zich, van noord naar zuid, de oostelijke uitlopers van de Sahara (woestijn), de oostelijke uitlopers van de Sahel (woestijnsteppe) en de Soedan (grassteppe). Deze droge gebieden worden doorsneden door de Witte Nijl, de Blauwe Nijl en de Nijl. Langs deze rivieren bevinden zich de vruchtbaarste gebieden van het land en hier bevindt zich dan ook de grootste bevolkingsconcentratie. Het hoogste punt van Soedan is de Deriba met 3042 meter. De Deriba ligt in het westen van Soedan, in de regio Darfur.
Soedan heeft een kustlijn aan de Rode Zee van 853 km. De belangrijkste havenstad is Port Sudan. Langs de kust liggen verschillende eilanden en koraalriffen. Een deel hiervan is beschermd als zeereservaat (Sanganeb en Dungonab-baai en Mukkawar-eiland).

### Regenval
Het regenseizoen begint rond juni en duurt tot en met september/oktober, met pieken in de laatste 2 maanden. Vanwege klimaatverandering valt er bovengemiddeld veel regen met overstromingen als gevolg, waardoor huizen beschadigd raken en tientallen doden per jaar vallen.

## Bestuurlijke indeling
Soedan is onderverdeeld in 18 staten (ولاية, wilãya, letterlijk provincie):
Al-Jazirah, Al-Qadarif, Nijl, Blauwe Nijl, Witte Nijl, Ash-Shamaliyah, Khartoem, Noord-Darfoer, Noord-Kordofan, Zuid-Darfoer, Zuid-Kordofan, Kassala, Rode Zee, Sennar, West-Darfoer, West-Kordofan, Oost-Darfoer, Centraal-Darfoer.
Laatstgenoemde, "Oost-" en "Centraal-Darfoer" zijn twee nieuwgevormde (bonds)staten in Soedan, die in januari 2012, als uitkomst van het lopende vredesproces in het Darfoerconflict, uit delen van het Darfoer-/Darfurgebied werden gesmeed.
De staten zijn verdeeld in districten (محليات, mahaliyat).

## Geschiedenis
De geschiedenis van Soedan omvat ontwikkelingen op het gebied van de Republiek Soedan en het historische Soedan van de prehistorie tot heden. Ze is sterk verbonden met de geschiedenis van Egypte, waarmee het het historische Nubië in het Nijldal deelde, een van de wiegen van de menselijke beschaving en ook die van Zuid-Soedan.
In de 19e eeuw en de eerste helft van de 20e eeuw werd Soedan bestuurd vanuit Egypte en later vanuit Groot-Brittannië. In 1956 werd Soedan onafhankelijk. Er woedden burgeroorlogen in Darfur, in Kordofan en in Zuid-Soedan. In 2011 werd Zuid-Soedan onafhankelijk en bleef het noorden over als rompstaat.

## Bevolking
De bevolking van Soedan - inclusief het in 2011 afgescheiden en onafhankelijk geworden Zuid-Soedan - is geconcentreerd aan de oevers van de grote rivieren en overwegend Arabisch (de Arabische bevolking heeft sinds de onafhankelijkheid van Soedan de macht in handen in het land). De islam is de overheersende religie in Soedan en het land wordt daarom ook gerekend tot de islamitische wereld.
De Soedanese regering heeft in 1993 een volkstelling gehouden, de census kwam toen uit op 25 miljoen inwoners. Door diverse burgeroorlogen is een nieuwe volkstelling uitgebleven. In 2006 schatten de Verenigde Naties het aantal inwoners van Soedan op ongeveer 37 miljoen, in 2008 schatte de CIA het aantal inwoners op 40 miljoen. Vooral de bevolking in de regio Khartoem nam toe, het aantal inwoners van die regio werd in 2006 geschat op rond de 7 miljoen mensen, onder wie 2 miljoen vluchtelingen uit het door oorlog getroffen zuiden van Soedan. Wegens aanhoudende droogte trokken ook mensen uit het westen en oosten van Soedan naar de regio Khartoem. Zoals in de meeste Afrikaanse landen leven de mensen in Soedan in stammen. Soedan telt 597 stammen die 400 verschillende talen en dialecten spreken.
In het noorden van Soedan - waar de meeste stedelijke gebieden te vinden zijn inclusief de hoofdstad Khartoem - wonen circa 22 miljoen mensen. De meeste noorderlingen zijn Arabischsprekende moslims, zij zijn weer verdeeld in stammen, ieder met hun eigen dialect. Omdat het onderwijs in het noorden in het Arabisch gegeven wordt, spreekt vrijwel iedereen ook die taal naast zijn eigen dialect. De Noord-Soedanezen zijn alleen Arabisch te noemen door hun cultuur en taal en niet door hun etnische afkomst. De Soedanezen in het noorden stammen, net als de Ethiopiërs en Eritreeërs, af van de Nubiërs. Noord-Soedan had al voor de westerse jaartelling sterke banden met de Arabische wereld, vanaf de zevende eeuw is die invloed tegelijk met de opkomst van de islam toegenomen. In die periode verhuisden er ook veel Arabieren van het Arabisch Schiereiland naar Soedan. Hierdoor werden de Arabische cultuur, religie en taal dominant in het noorden van Soedan. Een overgrote meerderheid van de inwoners van Noord-Soedan definieert zichzelf inmiddels als Arabisch.
In het zuidwesten van Soedan ligt de regio Darfur, waarvan de inwoners net als elders in Soedan in stamverband leven. Er wonen Arabieren met een Nubische achtergrond naast andere etnisch Afrikaanse groeperingen. Beide groepen hebben de Arabische taal en cultuur overgenomen en hangen de islam aan. De conflicten in Darfur hebben dan ook geen religieuze achtergrond, zoals dat wel het geval was en is tussen Noord- en Zuid-Soedan. Het conflict in Darfur heeft een etnische basis.

## Talen
De talen van Soedan kunnen geclassificeerd worden onder twee grote taalfamilies: enerzijds de Afro-Aziatische familie waartoe ook het moderne Arabisch behoort, en anderzijds de Nilo-Saharaanse familie, meer bepaald de Nilotische deelgroep. Afhankelijk van het gehanteerde classificatiesysteem komen ook Niger-Congotalen voor.
De dominante taal is de Soedanese variant van het Arabisch. Hij is nauw verwant met Egyptisch-Arabisch, dat misschien een Koptisch substraat heeft. Arabisch was sinds 1998 de enige officiële taal van het land tot het vredesakkoord van 2005, dat het Engels en het Arabisch als werktalen van de overheid en het onderwijs erkende, en voorts stipuleerde dat alle inheemse talen moeten gerespecteerd, ontwikkeld en gestimuleerd worden.
De grootste niet-Arabische etnische groep vormen de Noeba met ongeveer 1 miljoen vertegenwoordigers, vooral in het Noebagebergte in het zuiden van Noord-Soedan. Talen worden typisch gevormd rondom bergen, vermoedelijk door de aantrekkingskracht van stromend water. In het Noebagebergte worden een 50-tal talen gesproken van 9 verschillende families. Naast het Arabisch komen 4 Nilo-Saharaanse families voor (Daju, Berg-Nubisch, Nyima en Temein), 4 Niger-Congotalen (Katla, Lafofa, Rashad en Talodi-Heiban) en het vermoedelijke isolaat Kadu. De classificatie van Noebatalen naar gemeenschappelijke afstamming is moeilijk en controversieel.

## Economie
De handel in goud en olie zijn belangrijke inkomstenbronnen voor Soedan.

### Energievoorziening
In 2014 produceerde (Noord-)Soedan 16 miljoen ton olie-equivalent (Mtoe), vooral biobrandstof en afval 58% en ruwe olie 37%. (1 Mtoe = 11,63 TWh, miljard kilowattuur.) Dat was meer dan nodig voor de energievoorziening, het TPES (total primary energy supply): 15 Mtoe. Het land exporteerde 1 Mtoe fossiele brandstof meer dan het importeerde.
Van de energie ging ongeveer 5 Mtoe verloren bij conversie in de energie-industrie. Voor eindgebruikers resteerde 10 Mtoe waarvan 0,8 Mtoe = 9 TWh elektriciteit die voor 78% met waterkracht opgewekt werd.
De uitstoot van kooldioxide was 13 megaton, dat is 0,3 ton per persoon, bijna niets vergeleken met het wereldgemiddelde 4,5 ton per persoon.

## Terugkeer van slavernij
Volgens de Soedanese geleerden Ushari Mahmoud en Suleiman A. Baldo is slavernij en slavenhandel in Soedan sinds 1986 officieus weer ingevoerd als onderdeel van de repressie (oorlogvoering) in West- en vooral Zuid-Soedan. Volgens Africa Watch worden kinderslaven doorverkocht aan een tweede of derde patroon en er zijn veel verhalen over mishandeling van deze kinderen zoals verkrachting, gedwongen concubinaat, slaag, overdreven werklast en onvoldoende voeding. De Soedanese regering is hiervan volledig op de hoogte, maar de slavenmakers en slavendrijvers zijn bondgenoten van de regering, die onvoldoende geld heeft voor haar staand leger. Opgedane buit en slaven zijn de legitieme beloning voor de met de regering samenwerkende stammen. Ook worden rechtstreeks uit de Soedanese vluchtelingenkampen door Soedanese Arabieren kinderen van hun wanhopige ouders als slaaf gekocht.

## Vrouwenbesnijdenis
Een ander probleem waar veel meisjes en vrouwen in Soedan mee te maken krijgen, is vrouwenbesnijdenis. Voor een zeer groot deel van de bevolking is deze verminking nog steeds gebruikelijk, hoewel er inmiddels vanuit het Westen, maar ook vanuit islamitische landen protesten opklinken tegen dit gebruik van vrouwelijke genitale verminking. Bij vrouwenbesnijdenis worden de vrouwelijke externe genitaliën, gedeeltelijk of helemaal weggesneden. Dit leidt tot problemen bij menstruatie, urineren, seksueel verkeer en bij bevallingen; problemen die regelmatig tot het overlijden van vrouwen leiden. De meeste meisjes worden besneden wanneer ze een jaar of acht zijn en dit gebeurt vaak onder primitieve omstandigheden, waarbij sommige meisjes komen te overlijden. Veel mannen willen echter alleen met een besneden meisje trouwen, een reden waarom veel moeders zich geroepen voelen om hun dochters te laten besnijden, ondanks de bezwaren die eraan kleven. Meisjes kunnen in Soedan vanaf de leeftijd van tien jaar worden uitgehuwelijkt.
Sinds mei 2020 is genitale verminking van vrouwen strafbaar gesteld in Soedan.